# Everything (локальный поисковик)
Everything — бесплатная утилита для Windows, позволяющая практически мгновенно находить файлы и папки по их именам, размерам, датам, атрибутам и др. Также возможен обычный (не мгновенный) поиск по содержимому файлов.

## Описание
При первом запуске поисковик индексирует содержимое всех подключённых несъёмных томов NTFS и ReFS. Так как индексы томов NTFS создаются на основе Master File Table, Everything ещё во время установки предлагает либо добавить в систему свою службу, либо всегда запускаться от имени администратора (база MFT недоступна с правами обычного пользователя). Обычно сканирование длится от нескольких секунд до одной минуты. После его завершения программа выведет список всех проиндексированных элементов файловой системы, и пользователь сможет задать поисковый запрос.
Everything обновляет уже созданные индексы дисков NTFS и ReFS в соответствии с журналами USN. По умолчанию поисковик работает только с этими двумя файловыми системами, но в настройках индексирования можно выбрать другие поддерживаемые тома (например, флеш-накопители с FAT32) или отдельные папки на них. Без "помощи" MFT сканирование выполняется намного медленнее, однако потом поиск по готовому индексу будет таким же быстрым.

## Особенности
- обновление результатов поиска в реальном времени
- малое потребление RAM и места на диске[2]
- небольшой размер установщика (1,56 Мб для версии 1.4.1.935 x64)
- сортировка найденных файлов по пути, размеру и дате изменения
- поддержка регулярных выражений[11]
- поиск файлов по их содержимому (довольно медленный)[2]
- работа с FTP-серверами[12]

## Критика

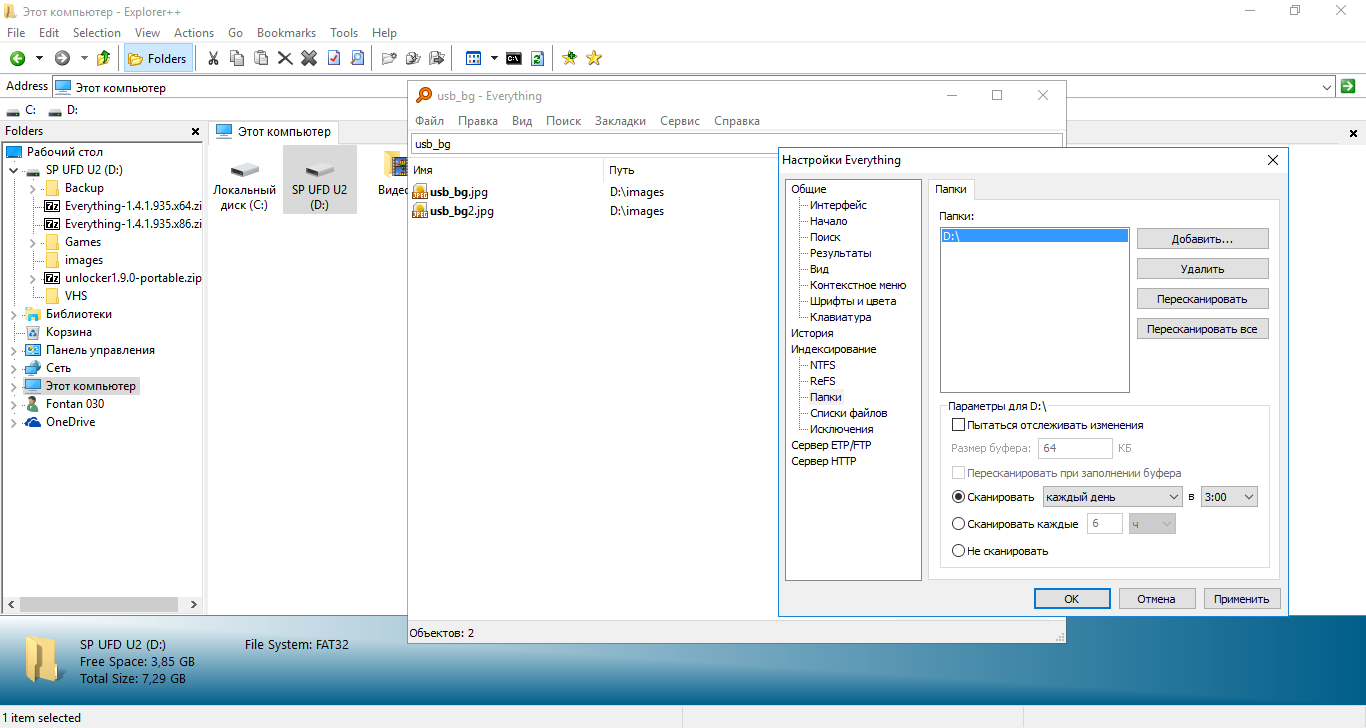
Everything выполняет поиск по флеш-накопителю с FAT32

Редакторы сайта Tom’s Guide и пользователи CNET оценили Everything на 4,5 балла из 5.
К незначительным минусам программы можно отнести отключённую по умолчанию возможность поиска на томах FAT32, из-за чего пользователи иногда ошибочно считают, что данная функция отсутствует.